# Übergangsregierung
Als Übergangsregierung (auch provisorische Regierung oder Interimsregierung) wird eine vorläufige Regierung bezeichnet, die üblicherweise in Zeiten politischer Krisen eingerichtet wird. Eine Übergangsregierung wird im Regelfall nicht demokratisch legitimiert. Sie besteht häufig aus vertrauenswürdig scheinenden Personen oder Technokraten, denen die Erfüllung der übertragenen Aufgaben zugetraut wird. Oft kommen ihre Mitglieder aus dem Kreis der ehemaligen Opposition oder sind moderate Vertreter des bisherigen Systems. In seltenen Fällen regieren auch Amtsinhaber während der Übergangsperiode, wie beispielsweise nach dem Friedensvertrag in Mosambik 1992.
Die Übergangsregierung  ist von einer geschäftsführenden Regierung zu unterscheiden, die eine Regierung bezeichnet, welche ihre Mehrheit bei Wahlen verloren hat, aber geschäftsführend im Amt bleibt, bis eine neue Regierung gebildet ist.

## Aufgaben der Übergangsregierung
Die Aufgaben einer Übergangsregierung sind oft stark begrenzt. Sie muss üblicherweise gewährleisten, dass ein staatliches Handeln trotz einer Krisensituation möglich ist. Zu ihren wichtigsten Aufgaben gehören unter anderem die Aufrechterhaltung der inneren Sicherheit und die Organisation einer Neuwahl.

## Übergangsregierungen nach Bürgerkriegen
Besonders nach Bürgerkriegen haben Übergangsregierungen eine zentrale Rolle im Friedensprozess. Sie werden oftmals nach der Unterzeichnung von Friedensverträgen eingesetzt, um die Phase bis zu den ersten Wahlen in der Nachkriegsperiode zu gestalten. Übergangsregierungen nach Bürgerkriegen zeichnen sich daher häufig durch Koalitionen der Konfliktparteien aus, die in sogenannten Power-Sharing- oder Einheits-Regierungen zusammenkommen. In seltenen Fällen übernehmen die Vereinten Nationen als Vertreter der internationalen Gemeinschaft die Rolle einer Übergangsregierung, wie beispielsweise in der Übergangsverwaltung der Vereinten Nationen für Osttimor zwischen 1999 und 2002. Aufgrund der fehlenden demokratischen Legitimation von Übergangsregierungen und besonders von internationalen Administrationen werden sie in der Fachliteratur daher auch als „wohlwollende Autokraten“ bezeichnet.

Aufgrund der besonderen politischen und wirtschaftlichen Lage in Nachkriegsstaaten kommen Übergangsregierungen in diesen Situationen oft weitere Aufgaben als die Organisation von Wahlen zu. In den meisten Fällen müssen Übergangsregierungen die Kontrolle über das gesamte Staatsgebiet wieder aufbauen, die staatliche Administration von Grund auf reformieren und beginnen, Kriegsverbrechen aufzuarbeiten. Besonders hervorzuheben ist hier auch die Entwaffnung und Demobilisierung von Kombattanten, die während der Regierungszeit einer Übergangsregierung erheblich vorangetrieben werden sollte. Ohne eine erfolgreiche Demobilisierung der Konfliktparteien haben die Verlierer der Wahlen ansonsten die Möglichkeit, das Wahlergebnis mit Waffengewalt anzufechten, wie beispielsweise nach der Präsidentschaftswahl in Angola 1992.

## Beispiele für Übergangsregierungen
Historisch sind Übergangsregierungen zwischen der Zeit des Todes des Monarchen und der Bestimmung seines Nachfolgers (Interregnum) beschrieben. Viele Märzregierungen waren Übergangsregierungen.
- Übergangsregierung in Russland (1917), sie wurde als Ergebnis der Februarrevolution gegründet.
- Estnische Übergangsregierung (1918–1919)
- Übergangsregierung in Südirland (1922), gegründet nach einer Vereinbarung zwischen Britischer Regierung und Irischen Revolutionären, um den Weg zur Gründung des Irischen Freistaates zu ebnen.
- Übergangsregierung des Freien Indiens (1943–1945), sie wurde in dem von den Achsenmächten beherrschten indischen Gebiet gegründet.
- Übergangsregierung der Französischen Republik (1944–1946)
- Übergangsregierung der nationalen Einheit (Namibia), eine von der südafrikanischen Fremdverwaltung eingesetzte Regierung in South West Africa/Namibia (1985–1989)
- Regierung der nationalen Verantwortung in der DDR (1990), als Resultat der politischen Wende in der DDR im Herbst 1989 wurden Mitglieder oppositioneller Gruppen bis zur ersten freien Volkskammerwahl 1990 als Minister ohne Geschäftsbereich in die DDR-Regierung berufen.
- Übergangsverwaltung der Vereinten Nationen in Kambodscha, die gemeinsam mit dem lokalen Supreme National Council zwischen den Pariser Friedensverträgen und den Wahlen 1993 regierte
- Übergangsregierung Eritreas seit 1993
- Regierung der nationalen Versöhnung (Albanien 1997)
- Übergangsverwaltung der Vereinten Nationen für Osttimor (1999–2002)
- Übergangsverwaltung der Vereinten Nationen im Kosovo (seit 1999)
- Übergangsregierung Somalias (2000–2012)
- Übergangsregierung in Liberia (2003–2005) als Folge des Liberianischen Bürgerkriegs
- Übergangsregierung des Irak (2004–2005)
- Kabinett Loukas Papadimos Griechenland (2011–2012)
- Kabinett Panagiotis Pikrammenos Griechenland (2012)
- Kabinett Jazenjuk I Ukraine (2014)
- Bundesregierung Bierlein Österreich (2019–2020)
- Übergangsregierung Bangladesch (2024)
- Übergangsregierung in Syrien (2025)